# Iso Hangasjärvi och Pieni Hangasjärvi
Iso Hangasjärvi och Pieni Hangasjärvi är en sjö i kommunen Lieksa i landskapet Norra Karelen i Finland. Sjön ligger 166,3 meter över havet. Den är 18,1 meter djup. Arean är 96 hektar och strandlinjen är 9,36 kilometer lång. Sjön  ingår i Vuoksens huvudavrinningsområde.   Den ligger omkring 76 kilometer nordöst om Joensuu och omkring 450 kilometer nordöst om Helsingfors. 